# トム・コスグローブ (野球)
トム・コスグローブ（英語: Tom Cosgrove, 本名：トーマス・コスグローブ（Thomas Cosgrove, 1996年6月14日 - ）は、アメリカ合衆国ニューヨーク州ニューヨーク市スタテンアイランド出身のプロ野球選手（投手）。左投左打。MLBのシカゴ・カブス傘下所属。

## 経歴

### プロ入りとパドレス時代
2017年のMLBドラフト12巡目（全体348位）でサンディエゴ・パドレスから指名され、プロ入り。契約後、傘下のルーキー級アリゾナリーグ・パドレスでプロデビュー。A-級トリシティ・ダストデビルズでもプレーし、2球団合計で13試合（先発6試合）に登板して1勝4敗1セーブ、防御率3.22、41奪三振を記録した。
2018年はA級フォートウェイン・ティンキャップスでプレーし、24試合（先発21試合）に登板して3勝6敗、防御率3.71、122奪三振を記録した。
2019年はルーキー級アリゾナリーグ・パドレス（1と2で区分けされての2球団が存在）とA+級レイクエルシノア・ストームでプレーし、3球団合計で9試合に先発登板して1勝4敗、防御率5.45、33奪三振を記録した。
2020年はCOVID-19の影響でマイナーリーグの試合が開催されなかったため、公式戦の登板は無かった。
2021年はAA級サンアントニオ・ミッションズでプレーし、22試合に登板して1勝0敗1セーブ、防御率2.36、32奪三振を記録した。オフにはアリゾナ・フォールリーグに参加し、ピオリア・ハベリーナズに所属した。
2022年はAA級サンアントニオとAAA級エルパソ・チワワズでプレーし、2球団合計で48試合に登板して8勝2敗8セーブ、防御率3.72、82奪三振を記録した。オフの11月15日にルール・ファイブ・ドラフトでの流出を防ぐために40人枠入りした。
2023年は開幕をAAA級エルパソで迎えた。4月26日にメジャー初昇格を果たし、メジャーデビューとなった29日のサンフランシスコ・ジャイアンツ戦では7回表二死から登板して打者1人を抑えると、その裏に味方が逆転して勝利投手となった。以降メジャーに定着し、54試合に登板して1勝2敗1セーブ、防御率1.75、44奪三振を記録した。
2024年3月20日に開幕ロースター入りした。同日の試合こそ無失点に抑えたものの、次の登板機会以降は打ち込まれる試合が続いた。6月28日には左肘の炎症により、15日間の故障者リストに入った。7月20日にはリハビリの為にA+級レイクエルシノアに配属された後、25日にAAA級エルパソに配属された。9月1日にセプテンバーコールアップでエリアス・ディアスと共にメジャー再昇格を果たしたものの、登板する機会が無いまま3日後にAAA級エルパソに降格した。この年メジャーでは18試合に登板したものの、0勝1敗2ホールド、防御率11.66などの成績で首脳陣の期待を大きく裏切る結果となった。この年チームはポストシーズンに出場したがロースターに入ることは無く、シーズン終了となった。
2025年の開幕はマイナーで迎えたが、4月6日にローガン・ギラスピーの昇格に伴ってDFAとなった。

### カブス傘下時代
2025年4月10日に金銭トレードで、シカゴ・カブスに移籍した。移籍後は、その日のうちにAAA級アイオワ・カブスに配属された。その後、AAAで好成績を残し、4月30日にアクティブロースター入りし、同日のパイレーツ戦で登板した。

## 投球スタイル
スライダーを主体としており、2023年は全投球の52.2%と約半分を占めている。

## 詳細情報

### 年度別投手成績
| 年 度    | 球 団    | 登 板 | 先 発 | 完 投 | 完 封 | 無 四 球 | 勝 利 | 敗 戦 | セ 丨 ブ | ホ 丨 ル ド | 勝 率 | 打 者 | 投 球 回 | 被 安 打 | 被 本 塁 打 | 与 四 球 | 敬 遠 | 与 死 球 | 奪 三 振 | 暴 投 | ボ 丨 ク | 失 点 | 自 責 点 | 防 御 率 | W H I P |
| -------- | -------- | ----- | ----- | ----- | ----- | -------- | ----- | ----- | -------- | ----------- | ----- | ----- | -------- | -------- | ----------- | -------- | ----- | -------- | -------- | ----- | -------- | ----- | -------- | -------- | ------- |
| 2023     | SD       | 54    | 0     | 0     | 0     | 0        | 1     | 2     | 1        | 7           | .333  | 205   | 51.1     | 31       | 3           | 19       | 1     | 5        | 44       | 1     | 0        | 12    | 10       | 1.75     | 0.97    |
| 2024     | SD       | 18    | 0     | 0     | 0     | 0        | 0     | 1     | 0        | 2           | .000  | 76    | 14.2     | 23       | 3           | 6        | 0     | 4        | 15       | 0     | 0        | 19    | 19       | 11.66    | 1.98    |
| MLB：2年 | MLB：2年 | 72    | 0     | 0     | 0     | 0        | 1     | 3     | 1        | 9           | .250  | 281   | 66.0     | 54       | 6           | 25       | 1     | 9        | 59       | 1     | 0        | 31    | 29       | 3.95     | 1.20    |

- 2024年度シーズン終了時

### 年度別守備成績
| 年 度 | 球 団 | 投手（P） | 投手（P） | 投手（P） | 投手（P） | 投手（P） | 投手（P） |
| 年 度 | 球 団 | 試 合     | 刺 殺     | 補 殺     | 失 策     | 併 殺     | 守 備 率  |
| ----- | ----- | --------- | --------- | --------- | --------- | --------- | --------- |
| 2023  | SD    | 54        | 0         | 5         | 0         | 0         | 1.000     |
| MLB   | MLB   | 54        | 0         | 5         | 0         | 0         | 1.000     |

- 2023年度シーズン終了時

### 背番号
- 59（2023年 - 2024年）